# Sommarvik
Sommarvik (finska: Laukanlahti) är en vik i Finland. Den ligger i Bjärnå i landskapet Egentliga Finland, i den södra delen av landet, 110 km väster om huvudstaden Helsingfors. Bjärnå å utmynnar i Sommarvik.